# Premier 15s 2017-18
La Premier 15s 2017-18 fue la primera edición del torneo profesional de rugby femenino de Inglaterra.

## Sistema de disputa
Cada equipo disputó sus encuentros frente a cada uno de los rivales en condición de local y de visitante, posteriormente los mejores cuatro equipos clasificaron a los postemporada para definir al campeón del torneo
Puntuación
Para ordenar a los equipos en la tabla de posiciones se los puntuará según los resultados obtenidos.
- 4 puntos por victoria.
- 2 puntos por empate.
- 0 puntos por derrota.
- 1 punto bonus por ganar haciendo 3 o más tries que el rival.
- 1 punto bonus por perder por siete o menos puntos de diferencia.

## Desarrollo

### Fase regular
| Pos. | Equipo                        | Encuentros | Encuentros | Encuentros | Encuentros | Tantos | Tantos | Tantos | PB | Puntos |
| Pos. | Equipo                        | PJ         | PG         | PE         | PP         | F      | C      | Dif    | PB | Puntos |
| ---- | ----------------------------- | ---------- | ---------- | ---------- | ---------- | ------ | ------ | ------ | -- | ------ |
| 1    | Saracens                      | 18         | 15         | 1          | 2          | 648    | 193    | +455   | 17 | 79     |
| 2    | Harlequins                    | 18         | 15         | 0          | 3          | 674    | 289    | +385   | 16 | 76     |
| 3    | Wasps RFC                     | 18         | 13         | 0          | 5          | 534    | 254    | +280   | 17 | 69     |
| 4    | Gloucester-Hartpury           | 18         | 11         | 1          | 6          | 572    | 380    | +192   | 14 | 60     |
| 5    | Loughborough Lightning        | 18         | 10         | 1          | 7          | 383    | 368    | +15    | 11 | 53     |
| 6    | Bristol Bears                 | 18         | 9          | 0          | 9          | 431    | 343    | +138   | 10 | 46     |
| 7    | Richmond                      | 18         | 7          | 1          | 10         | 264    | 345    | –171   | 6  | 31     |
| 8    | Darlington Mowden Park Sharks | 18         | 4          | 1          | 13         | 284    | 413    | –129   | 8  | 26     |
| 9    | Firwood Waterloo              | 18         | 2          | 2          | 14         | 223    | 495    | –272   | 4  | 16     |
| 10   | Worcester Valkyries           | 18         | 0          | 1          | 17         | 97     | 990    | –893   | 0  | 2      |

|  | Clasificado a postemporada. |

### Semifinal
| 7 de abril de 2018 | Gloucester-Hartpury Women | 0 - 62 | Saracens |  |  |

| 14 de abril de 2018 | Saracens | 45 - 26 | Gloucester-Hartpury Women |  |  |

| 7 de abril de 2018 | Wasps RFC | 19 - 25 | Harlequins |  |  |

| 14 de abril de 2018 | Harlequins | 22 - 7 | Wasps RFC |  |  |

### Final
| 29 de abril de 2018 | Saracens | 24 - 20 | Harlequins |  |  |

| Bandera de Inglaterra |
| Campeón Saracens      |
| Primer título         |